# باغ‌وحش ایروان
باغ‌وحش ایروان یا به صورت رسمی باغ جانورشناسی ایروان (ارمنی: Երևանի կենդաբանական այգի (Yerevani kendabanakan aygi)) باغ‌وحشی است به مساحت ۳۵ هکتار که در سال ۱۹۴۱ در شهر ایروان پایتخت ارمنستان افتتاح شده است؛ و در حال حاضر در حدود ۲۷۴۹ حیوان در ۲۰۴ گونه در آن نگهداری می‌شود

## نگارخانه

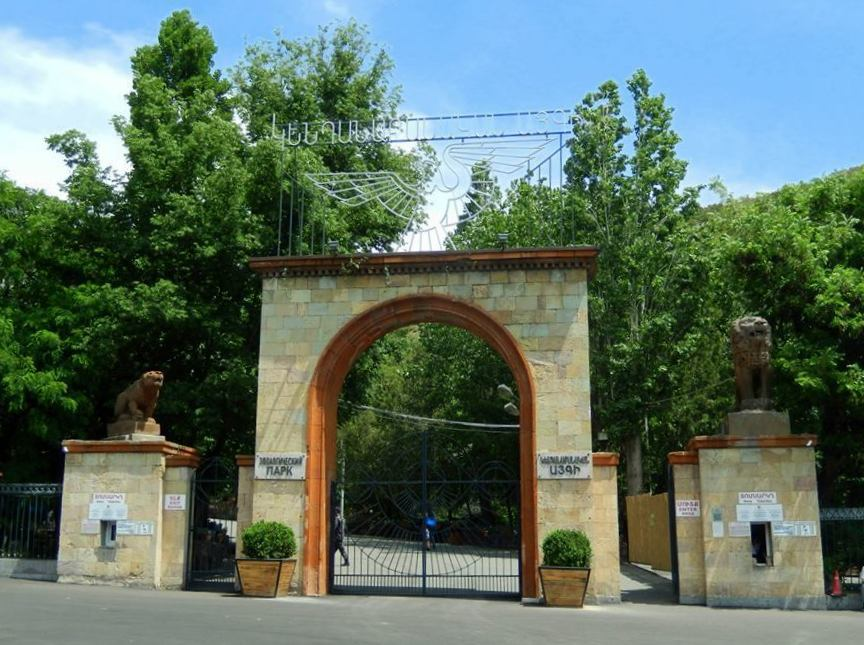
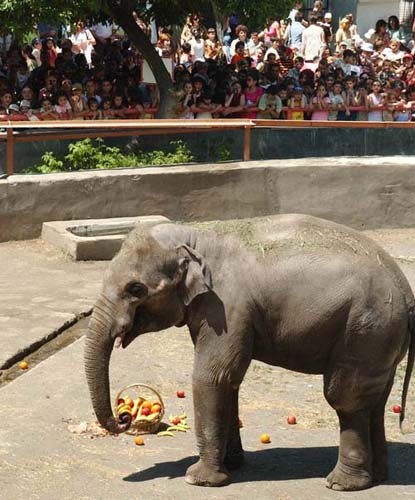
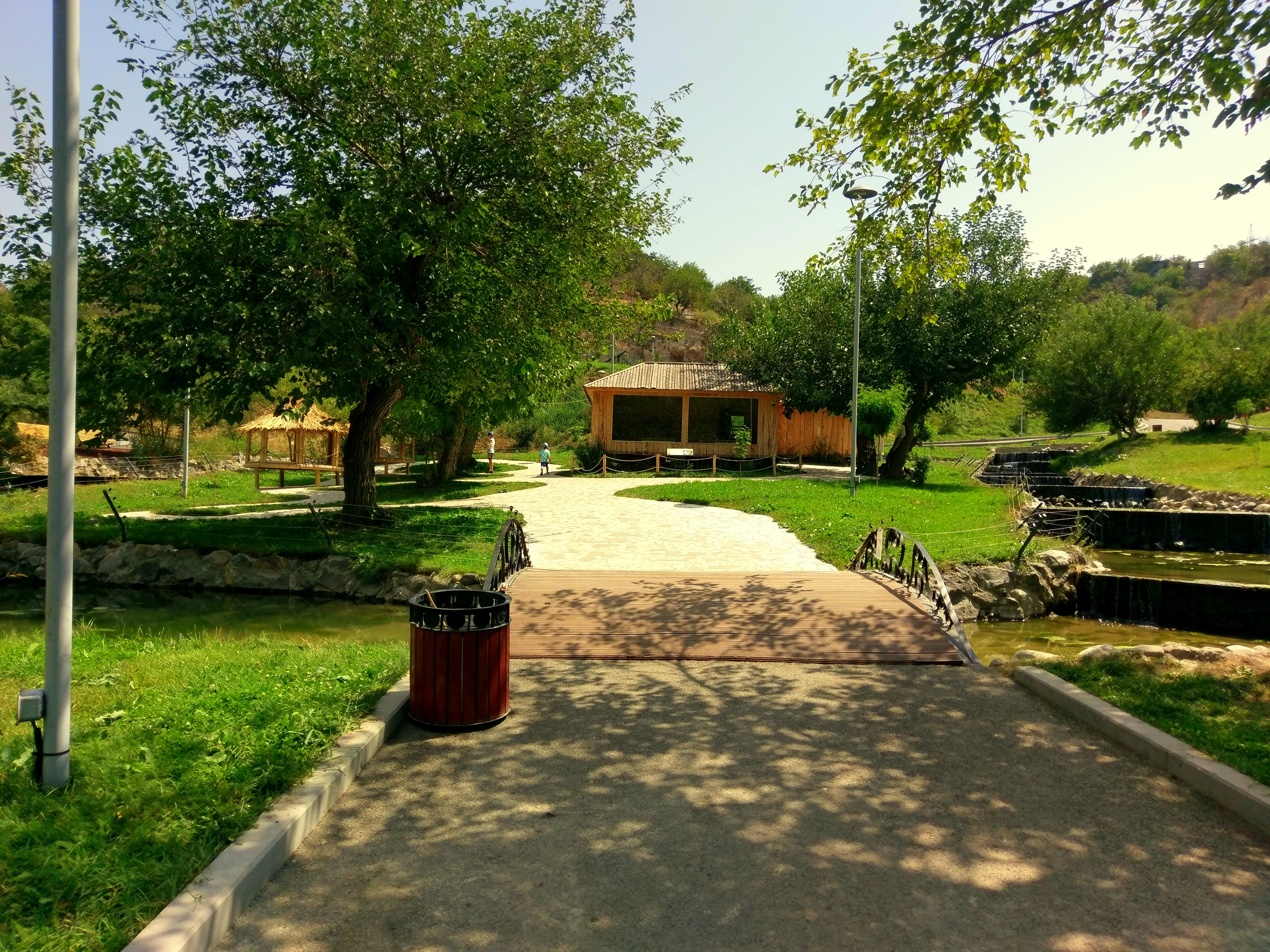
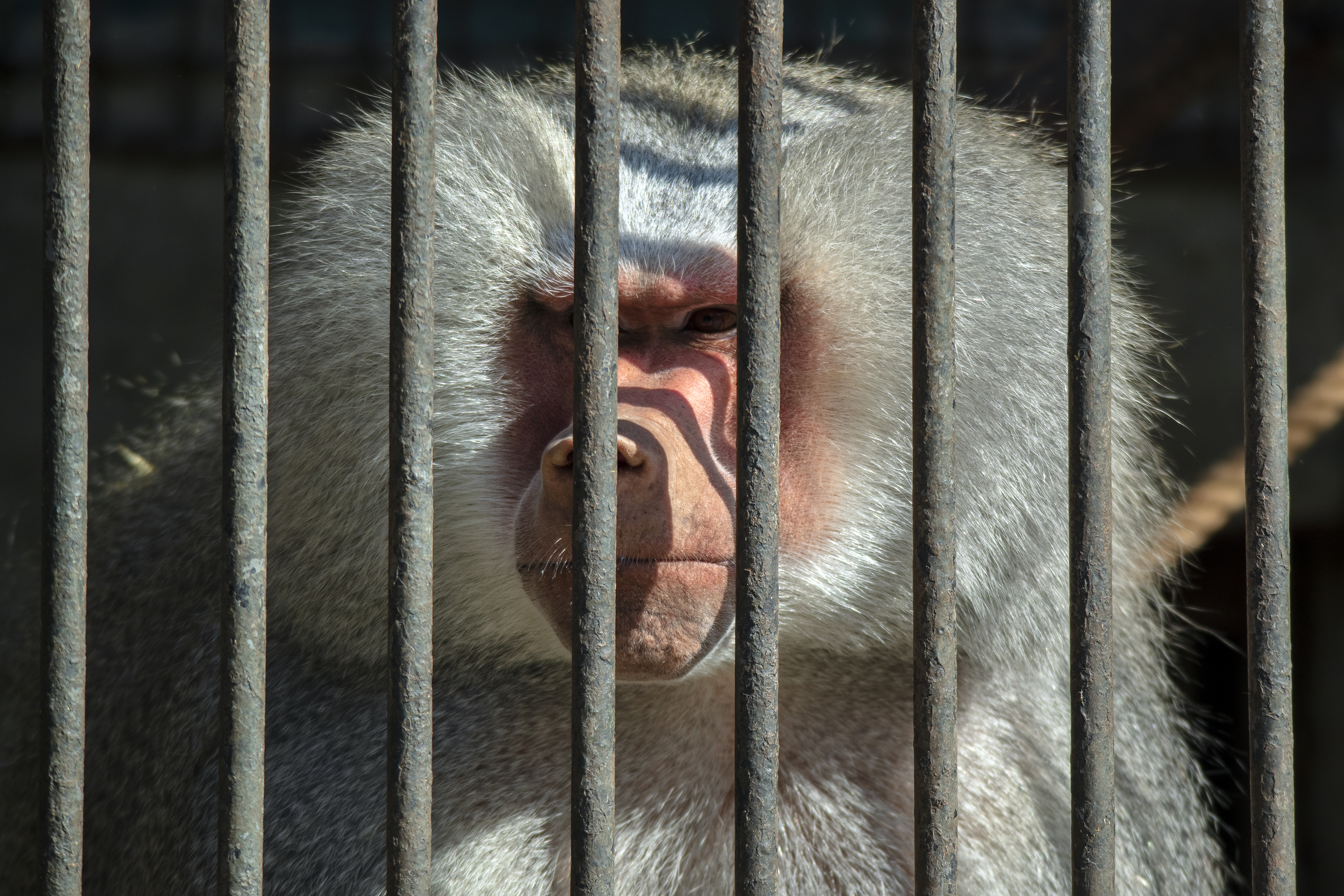
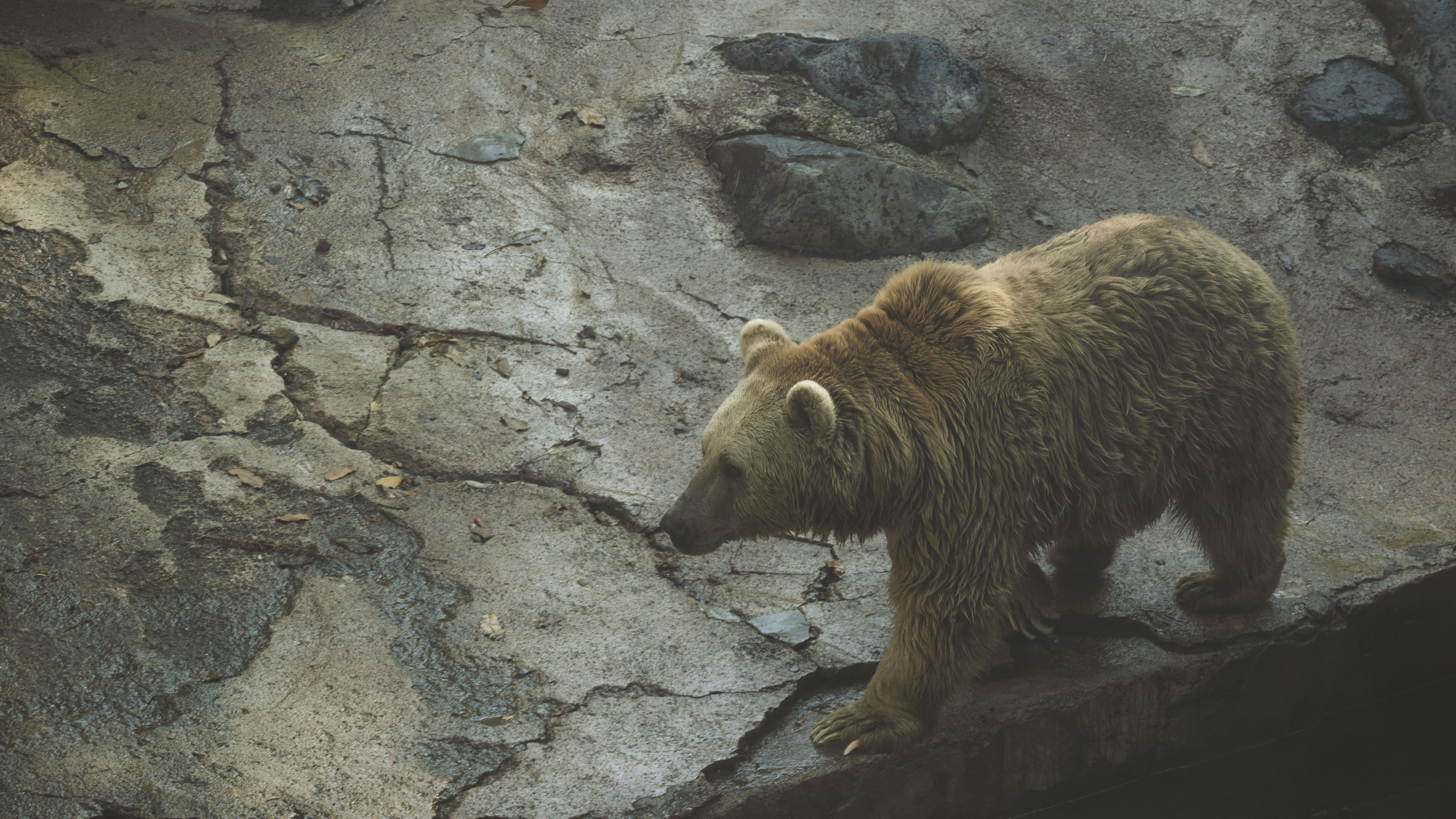
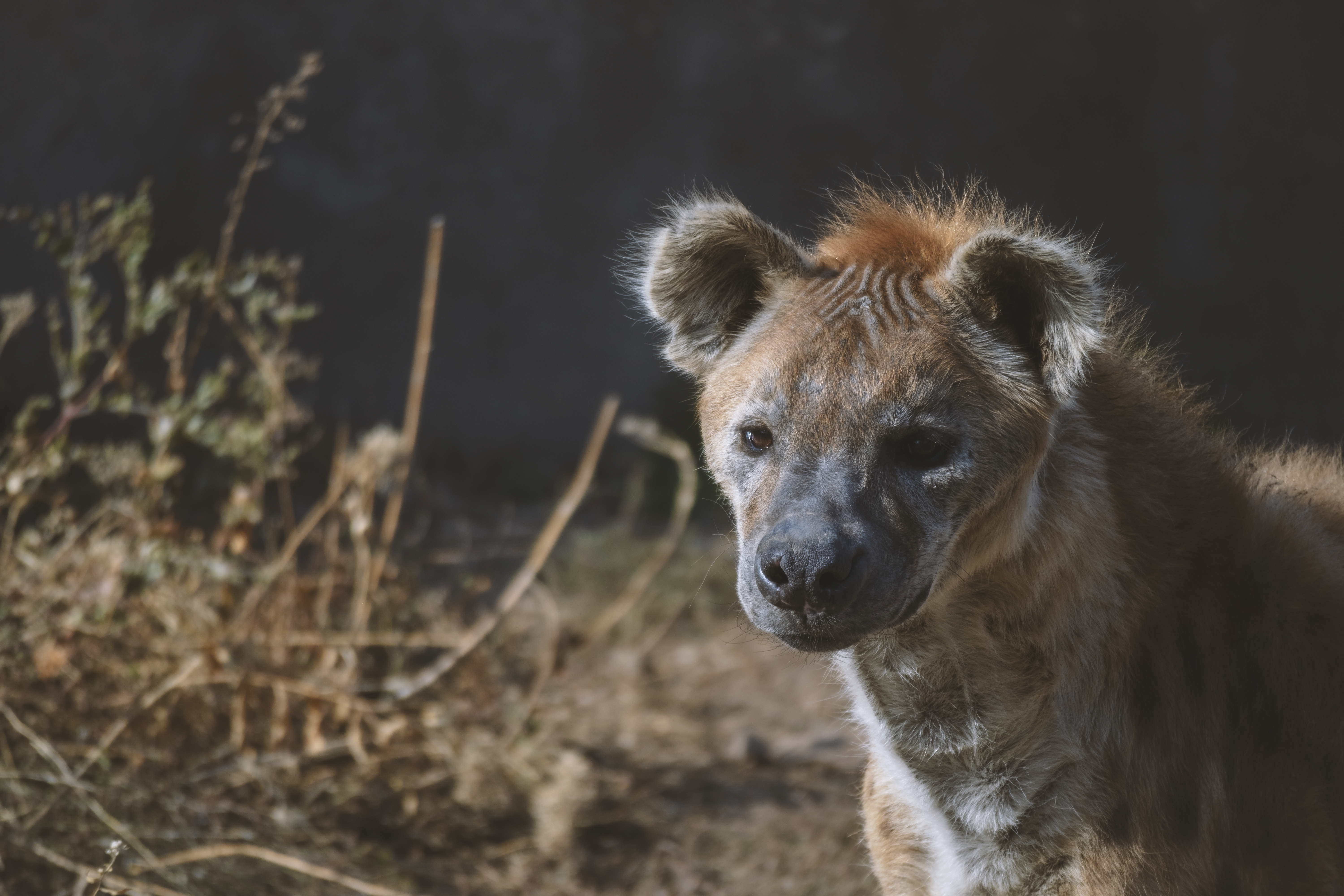
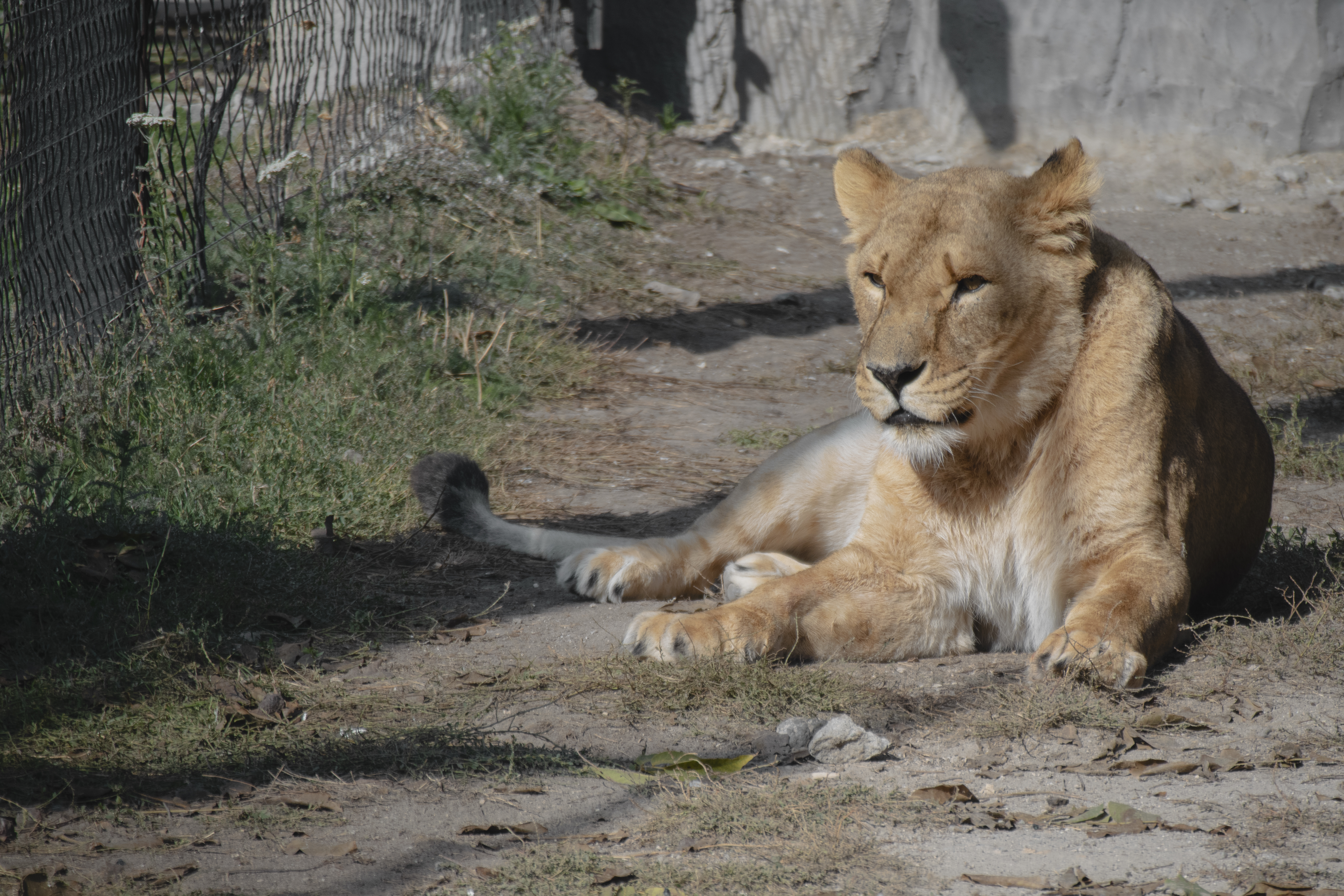